# 何埂镇
何埂镇，是中华人民共和国重庆市永川区下辖的一个乡镇级行政单位，东与江津区交界，西临仙龙镇，南连松溉镇，北接卫星湖街道、临江镇、五间镇。

## 行政区划
何埂镇下辖以下地区：
何埂社区、丰乐村、狮子村、沙坪村、李家湾村、花园村、长丰村、新泉村、石笋山村、鱼龙村、联盟村、科名村、玉宝村、转角店村、仓宝村和一碗水村。